# اس‌ام یوسی-۳۳
اس‌ام یوسی-۳۳ (به انگلیسی: SM UC-33) یک زیردریایی بود که طول آن ۱۶۲ فوت ۳ اینچ (۴۹٫۴۵ متر) بود. این زیردریایی در سال ۱۹۱۶ ساخته شد.